# Jättebälta
Artikeln beskriver den recenta arten Priodontes maximus, för särskilt stora utdöda trögdjur se glyptodonter.
Jättebälta (Priodontes maximus) är en art i familjen bältdjur och den enda arten i släktet Priodontes. Som namnet antyder är det den största arten i familjen.

## Utbredning och habitat
Jättebältan förekommer i stora delar av Sydamerika. Utbredningsområdet sträcker sig från Venezuela och östra Colombia över låglandet vid Amazonfloden till Paraguay och norra Argentina. Tidigare levde arten även i Uruguay och längre söderut i Argentina men där antas den vara utdöd. Jättebältan lever i låglandet och i kulliga områden upp till 500 meter över havet.
Djuret förekommer i olika habitat, till exempel regnskog och öppen gräsmark. Jättebältan vistas allmänt nära sjöar och vattendrag och i gräsmarker inte långt från skogar.

## Utseende
Med en kroppslängd (huvud och bål) på mellan 83 och 96 centimeter och en vikt på mellan 18 och 32 kilogram (i fångenskap ända upp till 60 kg) är jättebältan det största bältdjuret. Plattorna vid djurets pansar är mycket rörliga mot varandra. Svansen har en längd av upp till 50 cm och bär femkantiga plattor. Artens pansar har en mörkbrun till gråbrun färg och huden vid buken ser ljusare ut. Vid pansarets kanter förekommer breda ljusare band med inslag av gult. Djuret har dessutom en rörformig nos med 80 till 100 rudimentära tänder – det största antalet tänder hos alla nutida landlevande däggdjur. Vid de främre fötterna finns klor. Särskilt väl utbildad är klon vid den tredje tån. Klon blir upp till 20 cm lång (mätt längs kurvan), vilket är ett av de högsta värdena för klolängd av alla djur.

## Ekologi
Utanför parningstiden lever alla individer ensamma och är aktiva på natten. De har ett revir med en storlek på mellan 0,5 och 10 km². Under dagen vilar de i sina underjordiska bon som de har byggt med hjälp av klorna. Viloplatsen ligger ofta i eller bredvid termitstackar. Ibland stannar en individ flera dagar i boet. De ställer sig på sina bakre extremiteter med svansen som stöd när de vill komma åt högre punkter av termitbon eller för att försvara sig.

### Föda
Jättebältan äter huvudsakligen termiter och deras larver. Därför har den en lång tunga med klistrande saliv. Bältan förstör oftast hela termitbon när den bestämmer sig för att öppna dem. Ibland skapar den sitt eget bo i ett förutvarande termitbo. Ibland äter den även myror, spindeldjur, maskar och andra ryggradslösa djur.

### Fortplantning
Efter dräktigheten som varar i cirka fyra månader föder honan vanligen en unge, sällan två. Antagligen är bara honan ansvarig för ungens uppfostran. Efter 4 till 6 veckor slutar honan att ge di och ungen är efter ungefär 6 månader självständig. Ungarna blir könsmogna efter nio till tolv månader. Livslängden ligger mellan 12 och 15 år.

## Hot och status
Vuxna jättebältor har bara ett fåtal naturliga fiender, däribland jaguaren och puman. Det största hotet utgörs av människan. Jättebältan jagas för köttets skull och dessutom påstås att den förstör odlingsmark. Dessutom förstörs artens utbredningsområde genom omvandling till jordbruksmark. Några exemplar fångas och säljs till djursamlare. Uppskattningsvis minskade hela populationen med 30 procent under de gångna 21 åren (räknad från 2013). IUCN listar jättebältan som sårbar (vulnerable).